# Francisco Cordeiro da Silva Torres de Sousa Melo e Alvim
Francisco Cordeiro da Silva Torres de Sousa Melo e Alvim, primeiro e único Visconde de Jerumirim (Quinta da Olaia, Ourém, 24 de fevereiro de 1775 — Rio de Janeiro, 8 de maio de 1856) foi um engenheiro e militar luso-brasileiro.
Filho de António de Sousa Melo e Alvim, 4º senhor do Morgado da Olaia, e Maria Bárbara Inácia Henriques, da família dos senhores do Morgado de Sanguinhal.
Engenheiro, graduado pela Academia Real dos Guardas-Marinhas de Lisboa, foi professor de álgebra, geometria analítica, cálculo diferencial, cálculo integral, engenharia militar e engenharia civil na Academia Real Militar no Rio de Janeiro. Coordenou obras de encanamento de águas na Quinta da Boa Vista e em outros lugares do Rio de Janeiro e foi sócio-fundador do IHGB.
Tenente-general, fez parte do Exército brasileiro e foi ministro da Guerra do Império durante o Primeiro Reinado.
Agraciado visconde, era também dignitário da Imperial Ordem da Rosa, oficial da Imperial Ordem do Cruzeiro e cavaleiro da Imperial Ordem de Avis.
O Visconde de Jerumirim é tio do Barão de Iguatemi e pai do comendador Miguel Cordeiro da Silva Torres e Alvim. Também aparentado com o major Antônio Maria da Silva Torres, que lutou pela Independência do Brasil na Bahia.